# Ginés Camarasa
Ginés Camarasa García (Villena, 23 de noviembre de 1898 - Barcelona, 6 de junio de 1972) fue un anarcosindicalista español, especialmente activo durante la dictadura franquista.
Se estableció en Barcelona y se incorporó al movimiento anarquista con su ingreso en la Confederación Nacional de Trabajadores (CNT) en 1917, en el sindicato de madereros. En 1919 durante la huelga de La Canadiense, fue miembro de los grupos confederados. Trabó contacto con Salvador Seguí durante la prestación del servicio militar en Mahón. A finales de 1920 se adhirió a la Federación Anarquista Ibérica (FAI), y tras la proclamación de la Segunda República regresó a Villena donde organizó los grupos anarquistas.
Al final de la guerra civil española, participó activamente en la clandestinidad. En contacto con el grupo de Francisco Ponzán Vidal durante la Segunda Guerra Mundial, a principios de 1940 fue Secretario de la CNT en Cataluña. Fue arrestado y encarcelado varias veces durante el primer franquismo (1941, 1945, 1947). En 1947 dirigió la comisión pro-presos del comité regional catalán de la CNT. De 1954 a 1956 fue secretario del Comité Nacional de la CNT, con sede en Barcelona, donde también se encontraban José Bueso Blanch y Eduardo José Esteve Germen. Después de ser nuevamente arrestado en 1958, fue sustituido en la dirección de la CNT por Ismael Rodríguez Ajax. En la década de 1960 sustituyó Juan José Gimeno del Comité Nacional y se opuso firmemente a la maniobra de colaboración con el Sindicato Vertical franquista conocida como de los "cincopuntistas". Se escapó por poco de la detención en 1962, pero fue detenido de nuevo en 1966. Enfermo de Parkinson, falleció en Barcelona en 1972.